# 東京都立羽村高等学校
東京都立羽村高等学校（とうきょうとりつ はむらこうとうがっこう）は、東京都羽村市羽に所在する都立高等学校。略称は羽高(はむこう)。

## 概要
1977年に開校し、全日制課程で普通科設置。最近になり体育館に冷房が設置された。

## 沿革
- 1976年11月16日 - 青梅東高等学校内に開設事務所が設置される
- 1977年
  - 4月 - 開校
  - 10月 - 本校内に都立拝島高等学校の開設事務所が設置される
- 1978年
  - 1月 - 体育館完成
  - 2月 - 校舎第2期工事竣工
  - 4月 - 校舎未完成の拝島高校が本校を間借して開校（同年12月まで）
  - 11月 - 格技・プール棟竣工
- 1986年11月 - 創立10周年記念式典
- 1996年
  - 4月 - 新制服に変更
  - 11月 - 創立20周年記念式典
- 2006年11月 - 創立30周年記念式典
- 2023年4月 - 新制服に変更

## 部活動
- 運動系
  - 陸上競技、硬式野球、サッカー、ソフトボール、バレーボール、バスケットボール、バドミントン、卓球、剣道、水泳、ハンドボール、硬式テニス、柔道、DANCE
- 文化系
  - 書道、吹奏楽、演劇、美術、写真、ホームメイキング、パソコン、華道、茶道、軽音楽、漫画研究

## 著名な出身者
- 斉藤優里 - 元乃木坂46メンバー
- 柴田慎吾 - 元サッカー選手
- LIFriends - バンド[1]

## 交通
出典 : 
電車
| 路線名   | 最寄り駅   | 徒歩所要時間 |
| -------- | ---------- | ------------ |
| JR青梅線 | 羽村駅     | 20分         |
| JR八高線 | 箱根ケ崎駅 | 20分         |

バス
| 運行事業者 | 乗車駅 | 系統     | 下車停留所                 |
| ---------- | ------ | -------- | -------------------------- |
| 立川バス   | 羽村駅 | 羽14     | 「羽村高校前」             |
| 立川バス   | 羽村駅 | 羽17     | 「東台」、徒歩5分          |
| 西東京バス | 羽村駅 | 東コース | 「羽村高校・羽村三慶病院」 |

## 周辺
- 羽村市動物公園